# Oryx
För andra betydelser, se Oryx (olika betydelser).
Oryx är ett släkte av slidhornsdjur som tillhör underfamiljen gräsätande antiloper. Arterna i släktet har haft ett utbredningsområde som omfattade de torra och halvtorra regionerna i Afrika och på den Arabiska halvön, men idag finns omkring tusen individer av släktet i naturen.

## Utseende
Hos bägge kön av dessa stora antiloper finns långa horn och en typisk svart ansiktsmönstring. Hornen är 60 till 150 centimeter långa. Hos sabeloryx är hornen böjda och hos de andra arterna nästan raka. Kroppslängden (huvud och bål) ligger mellan 153 och 235 centimeter. Hanar når en mankhöjd av 140 centimeter och en vikt av upp till 210 kg. Svanslängden är 45 till 90 centimeter. Honor har däremot en mankhöjd omkring 120 cm och en vikt av cirka 160 kg. Hanarnas horn har något kortare avstånd från varandra och är lite längre än honornas horn. Pälsfärgen hos vuxna exemplar varierar mellan grå, brun och krämfärgad. Beroende på art förekommer olika mörka strimmor. På individernas nacke sträcker sig en man fram till axlarna. Släktets medlemmar har en tofs vid svansens slut och hos hannar förekommer en tofs på strupen.
Det har iakttagits individer som framgångsrikt försvarat sig med hornen mot rovdjur som lejon.

## Anpassningar till torra regioner
Arterna av släktet kan uthärda längre tider utan vatten. Liksom kameldjur kan de öka kroppstemperaturen över 38 °C (som är vanligt för däggdjur) utan att skada sig. Biologen Chris Lavers skriver att en individ från släktet som hölls åtta timmar i en kammare med 45 °C mådde bra vid experimentets slut. Djurets kroppstemperatur var något över 45 °C. Det är inte klarlagt hur dessa djur klarar av uppgiften.

## Ekologi
Dessa slidhornsdjur är allmänt aktiva på morgonen och på eftermiddagen. De kan vandra upp till 90 km i loppet av 18 timmar för att nå områden med färska blad. Dessutom äter arterna gräs och vätskebehovet täcks när de kommer fram till pölar eller vattendrag.
Honor och deras ungar bildar flockar, ungdjur av hankön bildar ungkarlsflockar och äldre hannar lever ensamma. Hos arabisk oryx har honornas flockar cirka 6 medlemmar. Flockar med 20 till 40 medlemmar är vanligare hos sabeloryx och ibland bildar flera flockar en hjord med cirka 1000 exemplar. Hos gemsbock förekommer dessutom flockar med en alfahanne, flera honor och deras ungar. Fortplantningssättet varierar beroende på art. Släktets medlemmar kan leva 20 år.

## Hot
Bestånden av de två storleksmässigt mindre arterna, sabeloryx och Oryx leucoryx, är starkt hotade. Den sistnämnda arten räknades 1972 som utdöd i vilt tillstånd men återinfördes senare i sitt ursprungliga utbredningsområde. Från arten sabeloryx finns bara ett fåtal av den ursprungliga populationen i naturen, trots allt listas den av IUCN som utdöd i vilt tillstånd.

## Arter
Släktet utgörs av fyra arter:
- Östafrikansk oryx (Oryx beisa)
- Sabeloryx (Oryx dammah)
- Gemsbock eller bara oryx (Oryx gazella)
- Arabisk oryx (Oryx leucoryx)